# Meghan Ory
 (août 2019).
Si vous disposez d'ouvrages ou d'articles de référence ou si vous connaissez des sites web de qualité traitant du thème abordé ici, merci de compléter l'article en donnant les références utiles à sa vérifiabilité et en les liant à la section « Notes et références ».
Pour les articles homonymes, voir Ory.
Meghan Ory, née le 20 août 1982, est une actrice canadienne.
Elle est principalement connue pour interpréter le rôle d'Abby O'Brien dans la série Chesapeake Shores.

## Biographie
Ses parents sont Nathan Ory et Bonnie Ory. Elle a étudié à Royal Oak Middle School puis à Claremont Secondary School. En 1996, elle obtient le prix des Beaux-arts de Royal Oak.  
Elle réside en Californie la plupart du temps, sauf lorsqu'elle est en tournage, elle vit alors sur ses lieux de travail : Los Angeles, New York et Vancouver. 

### Carrière
Elle poursuit sa carrière d'actrice et décroche alors son premier rôle en 1999 dans le téléfilm The Darklings. 
Elle joue ensuite de petits rôles dans des séries telles que Dark Angel, Smallville, L'Apprenti de Merlin, Sanctuary, Psych : Enquêteur malgré lui, Supernatural… Elle est aussi connue pour son rôle de Juliette dans True Justice.
Depuis 2011 elle incarne Ruby, le petit chaperon rouge dans la série Once Upon a Time, qu'elle quitte en 2013 pour rejoindre la série Intelligence. Néanmoins, son personnage n'est pas annoncé comme quittant la série, elle n'est juste plus montrée à l'écran du jour au lendemain. Elle est de retour pour la première fois dans l'épisode 9 de la saison 5 et reviendra ensuite pour une brève apparition dans l'épisode 17 et pour l'épisode 18 de la même saison.
Après deux collaborations dont une qui lui a value une nomination au Leo Awards avec la chaîne Hallmark Channel en 2014 et en 2015 pour un film de noël, ils lui confient fin 2015 le rôle de leur nouvelle série de téléfilms, Chesapeake Shores, qui deviendra finalement une série qui débutera en août 2016.

## Vie privée
Elle est mariée depuis 2008 avec l'acteur John Reardon (en).  

## Filmographie
| Année           | Titre                                 | Rôle                                          | Notes                                                             |
| --------------- | ------------------------------------- | --------------------------------------------- | ----------------------------------------------------------------- |
| 1999            | Fenêtre sur meurtre                   | Jessie Everett                                | Téléfilm                                                          |
| 1999            | The Crow                              | Alice Romano                                  | Guest (Saison 1, épisode 19 "La croisée des chemins")             |
| 2000            | Cœurs Rebelles                        | Juliette Waybournes                           | Régulière (1 saison, 22 épisodes)                                 |
| 2000            | 2gether                               | Heather                                       | Guest (Saison 1, épisode 2 "Crying")                              |
| 2000            | Hayley Wagner, Star                   | Caitlin Curren                                | Téléfilm                                                          |
| 2001            | Au-delà du réel : L'aventure continue | Danielle Hobson                               | Guest (saison 7, épisode 16 "Abduction")                          |
| 2001            | C'est pas ma faute !                  | Lauren                                        | Guest (Saison 1, épisodes 3, 4 et 18)                             |
| 2001-2002       | Vampire High                          | Sherry Woods                                  | Régulière (1 saison, 26 épisodes)                                 |
| 2002            | Dark Angel                            | Rachel Berrisford                             | Guest (Saison 2, épisode 11 "Le Contrat Berrisford")              |
| 2002            | L'Île de l'étrange                    | Jade Lafayette/Ann Palmer                     | Guest (Saison 1, épisode 5 "Les filles de la nuit")               |
| 2002            | Just Cause                            | Tracey                                        | Guest (Saison 1, épisode 10 "The Last To Know")                   |
| 2003            | Un Homme Pour La Vie                  | Janey                                         | Téléfilm                                                          |
| 2003            | Thanksgiving Family Reunion           | Allison Snidder                               | Téléfilm                                                          |
| 2004            | Smallville                            | Megan Calder                                  | Guest (Saison 3, épisode 12 "L'autre monde")                      |
| 2004            | La Vie comme elle est                 | Greta                                         | Guest (Saison 1, Épisode 8 "La main passe")                       |
| 2004            | Sœurs de glace                        | Alex                                          | Film                                                              |
| 2004 et 2005    | Le Messager des ténèbres              | Shannon Conrad/Cora/Katie                     | Guest (Saison 1, épisode 4 et saison 2, épisode 1)                |
| 2006            | South Beach                           | Maggie                                        | Récurrente (1 Saison, 8 épisodes)                                 |
| 2006            | John Tucker doit mourir               | Jill                                          | Film                                                              |
| 2006            | Une sœur encombrante                  | Melissa Brannan                               | Téléfilm                                                          |
| 2006            | L'Apprenti de Merlin                  | Brianna                                       | Régulière (Mini-séries, 2 épisodes)                               |
| 2007            | Viva Laughlin                         | Inconnue                                      | Guest (Saison 1, épisode 5 "Bad Moon Rising")                     |
| 2007            | Blonde and Blonder                    | Trousse                                       | Film                                                              |
| 2007            | Nightmare                             | Carla                                         | Téléfilm                                                          |
| 2007            | Painkiller Jane                       | Wanda                                         | Guest (Saison 1, épisode 10 "Portraits of Lauren Grey")           |
| 2007            | The Haunting of Sorority Row          | Amanda                                        | Téléfilm                                                          |
| 2008            | Flash Gordon                          | Sarre                                         | Guest (Saison 1, épisode 16 "Les liens du sang")                  |
| 2008            | Le Retour K2000                       | Dr Megan Connelly                             | Guest (Saison 1, épisode 17 "Force Surhumaine")                   |
| 2009            | Sanctuary                             | Laura S                                       | Guest (Saison 2, épisode 10 "Vampires")                           |
| 2009            | Dark House                            | Claire                                        | Film                                                              |
| 2010            | Psych : Enquêteur malgré lui          | Josie                                         | Guest (Saison 5, épisode 6 "Un duo vintage")                      |
| 2011            | True Justice                          | Juliet Saunders                               | Régulière saison 1 (11 épisodes)                                  |
| 2011            | Supernatural                          | Sally                                         | Guest (Saison 7, épisode 11 "Les vetâlas")                        |
| 2011-2013, 2016 | Once Upon a Time                      | Le petit chaperon rouge (Scarlett)/Ruby Lucas | Récurrente saison 1, Régulière saison 2, Guest Star saison 3 et 5 |
| 2014            | Intelligence                          | Riley Neal                                    | Régulière (1 saison, 13 épisodes)                                 |
| 2014            | The Memory Book                       | Chloe Danvenport                              | Téléfilm                                                          |
| 2015            | Dead Rising : Watchtower              | Crystal O'Rourke                              | Film                                                              |
| 2015            | Dashing Through The Snow              | Ashley Harrison                               | Téléfilm                                                          |
| 2016            | NCIS : Nouvelle-Orléans               | Hannah Lee                                    | Guest (Saison 3, épisode 09 "Overdrive")                          |
| 2016 - 2022     | Chesapeake Shores                     | Abby O'Brien                                  | Personnage principal                                              |
| 2022            | Hudson & Rex                          | Adèle Tennant                                 | Personnage invitée, saison 4, épisode 10                          |
| 2024            | Retour à Sullivan's Crossing          | Sédona Jones                                  | Personnage invitée, saison 2, épisode 7 à 10                      |

## Distinctions
| Année | Prix       | Catégorie                                     | Nomination      | Résultat   |
| ----- | ---------- | --------------------------------------------- | --------------- | ---------- |
| 2015  | Leo Awards | Meilleure actrice principale dans un téléfilm | The Memory Book | Nomination |